# Le Frileux Petit Canard
Pour plus de détails, voir Fiche technique et Distribution.
Le Frileux Petit Canard (Booby Hatched) est un court métrage d'animation de la série américaine Looney Tunes réalisé par Frank Tashlin, produit par les Warner Bros. Cartoons et sorti en 1944.